# Collabiinae
Sous-tribu
La sous-tribu des Collabiinae est une sous-tribu de la sous-famille des Epidendroideae, dans la famille des Orchidaceae.
Robert Louis Dressler proposa en 1993 une classification de la famille des orchidéesdans laquelle cette sous-tribu  comprenait trois genres (Chrysoglossum, Collabium & Diglyphosa).
Depuis 2005, des publications scientifiques indiquent que cette classification doit être révisée. On considère dorénavant qu'il s'agit de la tribu Collabieae incluant le genre Acanthephippium ainsi que  les sous-tribus Collabiinae et Phaiinae.
Il est donc très vraisemblable que la classification actuelle ne soit pas définitive.  

## Description et biologie
Orchidées terrestres rarement épiphytes.

## Liste desgenres

### Selon laClassification APG III(2009)
Tribu Collabieae 
- Acanthephippium Blume 1825.
- Ancistrochilus Rolfe 1897.
- Calanthe R.Br. 1821.
- Cephalantheropsis Guillaumin 1960.
- Chrysoglossum Blume 1825.
- Collabium Blume 1825.
- Diglyphosa Blume 1825.
- Eriodes Rolfe 1915.
- Gastrorchis Thouars 1809.
- Hancockia Rolfe 1903.
- Ipsea Lindl. 1831.
- Nephelaphyllum Blume 1825.
- Pachystoma Blume 1825.
- Phaius Lour. 1790.
- Pilophyllum Schltr. 1914.
- Plocoglottis Blume 1825.
- Spathoglottis Blume 1825.
- Tainia Blume 1825.

### Selon laClassification APG II(2003)
Sous-Tribu Collabiinae NCBI (24 jui. 2011)
- Acanthephippium
- Ancistrochilus
- Calanthe
- Cephalantheropsis
- Collabium
- Gastrorchis
- Nephelaphyllum
- Phaius
- Plocoglottis
- Spathoglottis
- Tainia

### Selon la Classification deDressler(1993)
- Chrysoglossum
- Collabium
- Diglyphosa